# Telegraph Media Group
Телеграф Медіа Груп (англ. Telegraph Media Group) — холдинг, що є власником газет Дейлі Телеграф і Санді Телеграф. Це дочірня компанія Press Holdings. Девід і Фредерік Барклай придбали холдинг в липні 2004 року після декількох місяців напружених торгів та судових позовів з Hollinger Inc. Торонто, Онтаріо, Канада — газетною групою, що знаходилася під контролем канадця за походженням, британського бізнесмена Конрада Блека. Компанія була заснована в 1855 році і базується в Лондоні, Велика Британія

## Діяльність компанії
Телеграф Медіа Груп працює як мультимедійна новиннєва компанія. Холдинг публікує щоденні і щотижневі публікації в друкованих та електронних версіях, які забезпечують новини про політику, некрологи, спорт, фінанси, спосіб життя, подорожі, здоров'я, культура, технології, мода й автомобілі.

## Керівний склад
- Мердок Мак-Леннан — головний виконавчий директор.
- Сара Кромптон — головний редокт відділу мистецтва в Дейлі Телеграф.
- Джим Фріман — торговий директор.
- Девід Кінг — виконавчий директор.
- Метью Уоткінс — директор зі стратегії оповіщенням.